# 大肩𩷶
大肩𩷶，為輻鰭魚綱鯰形目𩷶鯰科的其中一種，為熱帶淡水魚，分布於亞洲婆羅洲卡普阿斯河流域，體長可達38.9公分，棲息在底層水域，生活習性不明。

## 扩展阅读
維基物種上的相關：大肩𩷶